# علم النفس التحويلي
علم النفس التحويلي أو علم النفس المورفولوجي (بالإنجليزية: Morphological psychology) هو أحد نظريات علم النفس الكاملة الأكثر حداثة. تطور هذا المجال على يدي البروفيسور ويلهلم سالبر في جامعة كولونيا في ألمانيا. يساعد إدراك معنى المورفولوجيا على فهم هذا المصطلح، وهي العلم الذي يدرس بنية الأشياء الحية.
يصف مصطلح «التشكيل أو التحويل Morphing» التحول السلس من حالة أو مظهر معين إلى آخر. وبشكل مشابه لتقنية التحويل المستخدمة في الأفلام، يدرس علم النفس التحويلي بنانا النفسية، ويهدف إلى فهم تحولاتنا العقلية، أو ما يدعى التبدل الشكلي metamorphosis.
يرى علم النفس التحويلي أن العقل في حالة مستمرة من التبدل، مُشكَّلًا ومُشكِّلًا في ذات الوقت. تعتبر هذه النظرية النفسية أن عملياتنا العقلية تتبع نظامًا حركيًا. يؤكد علم التحويل أننا في حالة مستمرة من التغير خلال حياتنا، وأننا نختبر عوالم نفسيةً كاملةً في كل لحظة. الثابت الوحيد في هذه الحياة هو التغير، وهذا المبدأ الذي اعتمده سالبر في علم النفس التحويلي.

## الدوافع
يعرّف علم النفس التشكيلي ستة دوافع (Kerngestalten: أي الأشكال الأساسية) تعطي إطارًا طبيعيًا للعقل، ويحدد علاقتها ببعضها لتفسير العمليات العقلية الشمولية. وضمن هذه الدوافع الست نتّخذ حرفيًا قراراتنا النهائية.
يعتبر كل دافع بحد ذاته غَشتَلتًا (شكلًا أو صورة) يؤثر بباقي الدوافع جميعها. يدعو سالبر كلًا منها بـ«وحدات التأثير» أو بالألمانية «Wirkungseinheiten». وفقًا للتفكير التحويلي، تعتبر هذه الغشتلتات (الأشكال) غنية بما يلزم نتاجنا العقلي. تمكِن رؤية كامل الإطار التحفيزي بشكل سداسي للسماح بتحليل كيفية تأثير كل من الدوافع الستة مع بعضها وتشابكها.
تمكن رؤية الدوافع الستة أيضًا على أنها ثلاثة أزواج مترابطة وفق ما يلي:
- الاكتساب والتحويل.
- التأثير والتشكيل.
- التمدد والإمكانيات.

بسبب تأكيده على فكرة «التوترات» النفسية، يُدعى علم التحويل غالبًا بـ«علم نفس تفاعل القوى» (Psychologie des Kraftspiels).

## التاريخ
استغرق علم التحويل (التشكيل) بعض الوقت ليتطور وينال القبول خارج ألمانيا مثل نظريات علم النفس الجديدة الأخرى. وعلى مدى الأربعين سنة الماضية، دخل علم النفس التحويلي تطبيقات عديدة في علم النفس بما فيها التحليل النفسي والعلاج، ومقرات العمل والموارد البشرية والتسويق (جمعية علم النفس التحويلي).
ولكن منذ مطلع هذا القرن، وجدت نظرية علم النفس التحويلي قبولًا عالميًا أكبر من خلال استخدام مبادئه في الأبحاث السوقية (عملية تحديد قابلية بقاء الخدمات أو المنتجات الجديدة عبر البحث المجرى بالتعاون المباشر مع المستهلكين المحتملين) واستراتيجيات التسويق.
يزيد علم النفس التشكيلي من تأثير إستراتيجية البحث والتسويق بسبب فهمه للسلوكيات البشرية.
عندما بحث البروفيسور سالبر -الذي تتلميذ على يدي آنا فرويد- في الدوافع البشرية («لماذا يفكر الناس ويفعلون ما يفعلونه»)، حلل الحياة اليومية والأنشطة الاعتيادية (الحياة اليومية الرمادية) بما تتضمنه من القيام بسلوكيات معينة كالحلاقة وتناول الطعام والتنظيف وارتداء الثياب. استطاع البروفيسور سالبر بمساعدة هذا البحث أن يطور نظرية جديدة شاملة عن طرق عمل أذهاننا.
تعود جذور علم النفس التحويلي إلى علم تشكل الحياة النباتية الذي طوره يوهان فون غوته، والمفكرين الإنسانيين من أمثال فريدريك نيتشه.
بُني الإطار الفكري على المفهوم الذي أوجده فرويد لعلم النفس الغشتالتي: إيجاد النظام والمنطق الذي يناسب الخلق وإعادة الخلق (التكوين وإعادة التكوين).
يتبع علم التشكيل منهجية «تجديد المهارة العقلية».
لفهم منطق أنفسنا، يجب أن نفهم كيف شكلت هذه العوالم العوالم التالية لها، وأزالتها وتحولت إليها. دعا سالبر هذا بـ Stundenwelten، التي تعني «ساعات العالم» (أي أن تنغمس في «عالم» واحد، مثل الانهماك بقراءة كتاب، وفي الساعة التالية تنتقل إلى «عالم» يتلوه، كالقيام بأعمالك المالية).
عند تحليل هذه «العوالم النفسية»، يهدف تفسيرها إلى إدراك حركة الأشكال الظواهرية، التي يجب عليها التحول لاحقًا إلى تجديد تفسيري عبر خطوات بينية عديدة. يعني هذا أن علم التشكيل (التحويل) يستخدم توصيفات غنية لإدراك حركية أذهاننا. تتحول هذه التوصيفات لاحقًا إلى تفسيرات عبر خطوات تحليلية.

## التطبيقات

### التطبيقات السريرية
يُستخدم علم النفس التحويلي في الإجراءات السريرية الخاصة بالتحليل النفسي والعلاج، إضافةً إلى تطبيقات بديلة أخرى مثل العلاج بالموسيقا. غالبًا ما تُكشف الدوافع المتباينة للشخص وتُحلل من خلال فهم الإطار التحفيزي الذي يتطور بشكل فردي بدءًا من الطفولة الباكرة.
من خلال هذه العملية، يستطيع علماء النفس المسجلون مساعدة المراجعين على فهم أنفسهم وتطوير أساليب للحل وتبديل دوافعهم الخاصة وتحويلها.
التطبيقات الاجتماعية، والفنية، والإعلامية:
استُخدم علم النفس التحويلي على نطاق واسع لفهم قضايا اجتماعية وتطوير استراتيجيات لتغيير السلوك. يعرف علم النفس الصرفي السلوك الاجتماعي في سياق الدوافع القديمة، والانحسار الثقافي والدوافع الحالية.
يُستخدم علم النفس التحويلي في وسائل الإعلام في التحليل وتقديم النصح حول تطور سياق القصة ومحتويات الأفلام وبرامج التلفاز ووسائل الإعلام الأخرى.[بحاجة لمصدر]

### البحث السوقي
يُنسب تأسيس علم النفس التشكيلي في البحث السوقي إلى الدكتور كريستوف ميلشر، إضافةً إلى تشكيل معهد علم النفس السوقي fur Marktpsychology (ifm: Institut für Managementberatung) في مدينة فرايبورغ عام  1979.
يؤكد علم التشكيل أن كل سوق له منطقه النفسي ودوافعه الخاصة.
يعتبر إجراء مقابلات شخصية فردية مطولة تستغرق 90 إلى 120 دقيقة الجزء الأساسي من تطبيق علم النفس التحويلي.
باستخدام دليل مناقشة تطويري محلي وأدوات التحليل النفسي، يُستقصى نظام الدوافع حول الموضوع المقصود، سواء كان علامة تجارية أو ضمانًا أو عملًا أو إعلانًا. تعتبر هذه العملية أساسية في كشف ما تقوم به أذهاننا في أعماقها، إذ إن ما يقارب 95% من دوافعنا تقع في مجال اللاوعي.[بحاجة لمصدر]